# Fahisoi (Remexio)
Fahisoi ist ein osttimoresischer Suco im Verwaltungsamt Remexio (Gemeinde Aileu).

## Geographie

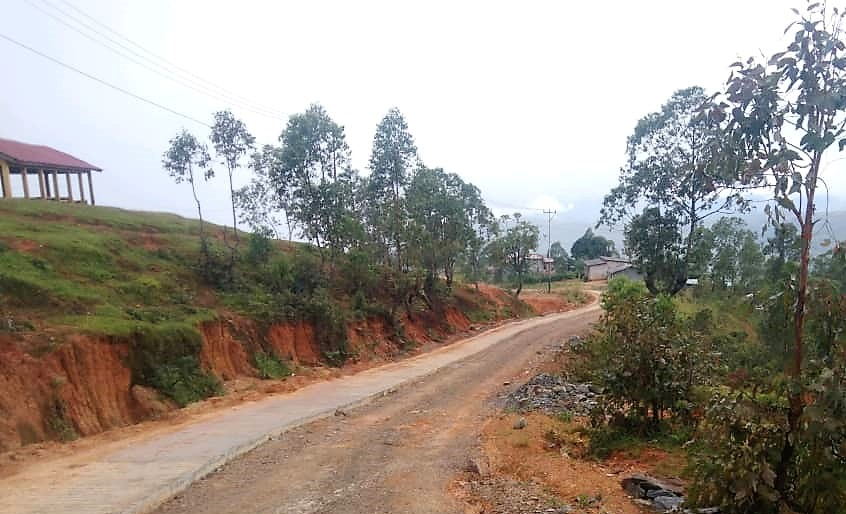
Beim Ort Mautoba

Der Suco liegt im Südwesten des Verwaltungsamts Remexio. Nördlich liegt der Suco Acumau, östlich der Suco Fadabloco und südlich der Suco Maumeta. Im Westen grenzt Fahisoi an das Verwaltungsamt Aileu mit den Sucos Aissirimou, Saboria und Fahiria. Im Nordwesten entspringt der Bauduen und fließt nach Osten ab, wo er einen Teil der Nordgrenze folgt. Der im Süden entspringende Ai Mera folgt im Osten der Südgrenze. Beide Flüsse sind Teil des Systems des Nördlichen Laclós. Fahisoi hat eine Fläche von 10,98 km² und teilt sich in die drei Aldeias Bereliurai (Bere Liurai, Berlorai, Berliurai), Deruti und Mautoba.
Durch den Westen führt die Überlandstraße, die den Ort Remexio und die Landeshauptstadt Dili im Norden mit dem Ort Namolesso im Süden verbindet. An ihr liegen von Nord nach Süd die Dörfer Ulaen, Buahun, Dirohati (Deruti, Deruhati, Derohati), Estaurlatan (Maunahei), Mautoba und Riheu (Ritutu). Von Dirohati aus führt eine Straße nach Osten zum Suco Fadabloco. An ihr befinden sich der Reihe nach die Weiler Takabalu, Manu Uma und Bereliurai, der Hauptort des Sucos. Neben dem Sitz des Sucos befindet sich hier die Grundschule Slaurlala. In Mautoba stehen die Grundschule Ciclo de Mautoba, die Kapelle Nossa Senhora de Fatima und die Evangelisch-Presbyterianische Kirche Samaria Remexiu der Igreja Evangélica Presbiteriana de Timor-Leste (IEPTL) sowie eine Tankstelle.

## Einwohner
Im Suco leben 1.556 Einwohner (2022), davon sind 792 Männer und 764 Frauen. Im Suco gibt es 233 Haushalte. Über 60 % der Einwohner geben Mambai als ihre Muttersprache an. Über 35 % sprechen Tetum Prasa und eine kleine Minderheit Habun.

## Politik
Bei den Wahlen von 2004/2005 wurde Leonardo de Jesus zum Chefe de Suco gewählt. Bei den Wahlen 2009 gewann Rafiel de Jesus und 2016 Adolfo da Cruz.